# Tidevandspyt
Tidevandspytter eller klippepytter er lave havvandpytter, der dannes i klippefyldte kyster tidevandszonen. Mange af disse pytter findes kun som separate vandmasser ved lavvande.
| Geografi/geologi | Spire Denne artikel om geografi er en spire som bør udbygges. Du er velkommen til at hjælpe Wikipedia ved at udvide den. |